# Antoninianus

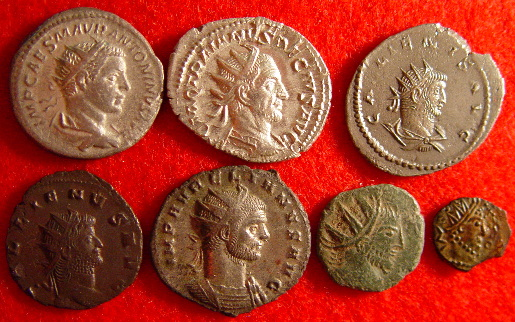
1e rij: Elagabalus (zilver 218-222), Trajanus Decius (zilver, 249-251), Gallienus (zilver met hoog kopergehalte, 253-268 uit Anatolië)
2e rij: Gallienus (koper, 253-268), Aurelianus (verzilverd, 270-275), barbaarse imitatie (koper), barbaarse imitatie (koper)

De antoninianus is een munt die in gebruik was tijdens het Romeinse Rijk en had een waarde van 2 denarii. De munt was oorspronkelijk van zilver, maar werd gaandeweg gedevalueerd tot brons.

## Herkomst en gebruik
De munt werd geïntroduceerd door keizer Caracalla in 215 als zilverstuk dat nominaal tweemaal zo veel waard was als de denarius. Hij was iets groter en portretteerde de keizer met een zogenaamde stralenkroon. Deze kroon fungeerde al enkele eeuwen als teken van dubbele waarde: zo had de dupondius, die (sinds het jaar 66) een keizersportret met stralenkroon toonde, een waarde van twee asses. Bij een afbeelding van een vrouw (gewoonlijk de keizerin) op de munt werd haar portret veelal getoond rustend op een maansikkel.
Maar ook al was de antoninianus tweemaal zoveel waard als de denarius, toch woog hij nooit meer dan 1,6 keer het gewicht van de denarius. Daaruit blijkt dat ook deze munt bij zijn introductie een bezuinigingsmaatregel vormde. De denarius bleef naast de antoninianus in gebruik, maar werd evenals deze in rap tempo gedevalueerd om de constante oorlogvoering van die tijd te bekostigen.
De antoninianus verving de denarius geheel na de heerschappij van Gordianus III (238-244); die werd nog maar incidenteel aangemunt. Wanneer politieke en economische omstandigheden verslechterden, werden de munten gedevalueerd eenvoudigweg door meer koper en tin toe te voegen, aldus resulterend in een biljoengouden legering die sterk lijkt op zilver. Halverwege het bewind van Gallienus werden nieuwe methoden geïntroduceerd, zodat de munten op zilver bleven lijken. De metalen platen waaruit de munten geslagen werden, hadden een zeer laag zilvergehalte (ca. 5-10%). Ze werden vervolgens met een bijtend middel behandeld, waardoor het koper aan de oppervlakte weggebleekt werd, resulterend in een sponsachtige bovenlaag met hoog zilvergehalte. De munten die hier vervolgens van geslagen werden, hadden een dunne zilveren laag die snel afsleet tot de koperen onderlaag.

## Inflatie

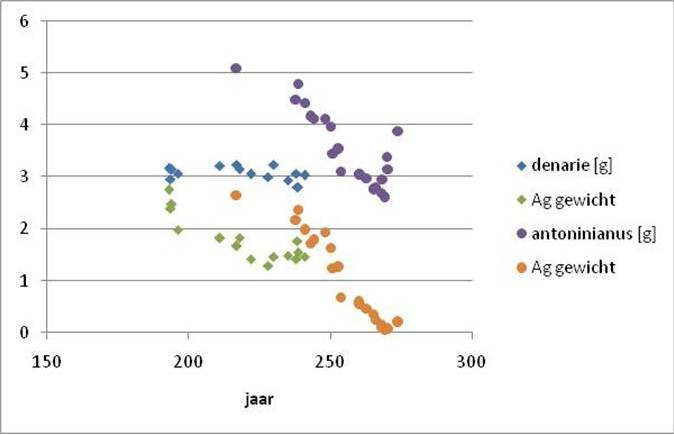
Ontwikkeling in gewicht en zilvergehalte van denarius en antoninianus tot de hervorming van Aurelianus

Deze munten worden gewoonlijk door numismatici "verzilverd" genoemd, in plaats van "zilver". Uiteindelijk bleken zelfs deze maatregelen ontoereikend om een zilveren uiterlijk aan de munten te bewaren, wat leidde tot de Aurelianische hervormingen van de antoninianus, die de zuiverheidsgraad van de munt vastlegden op twintig delen koper op één deel zilver. Dit werd gemarkeerd op de achterzijde van sommige munten met een XXI in het westen en KA in het oosten. Deze munten worden aurelianiani genoemd door sommige numismatici. De verzilverde antoninianus bleef in gebruik tot de munthervormingen van Diocletianus aan het einde van de derde eeuw.
Tijdens de derde eeuw (en wellicht ook tijdens de vierde eeuw) werden vele lokale imitaties van de antoninianus gemaakt. Deze worden veelvuldig aangeduid met barbaarse imitatie of de Engelse term barbarous radiate, ook al werden de meeste waarschijnlijk binnen de grenzen van het keizerrijk geproduceerd en de behoefte aan kleingeld invulden. De portretten op deze munten hadden vaak een slechte kwaliteit gravering. De meest voorkomende imitatiemunten komen uit de tijd van de Gallische keizer Tetricus I.

## Etymologie

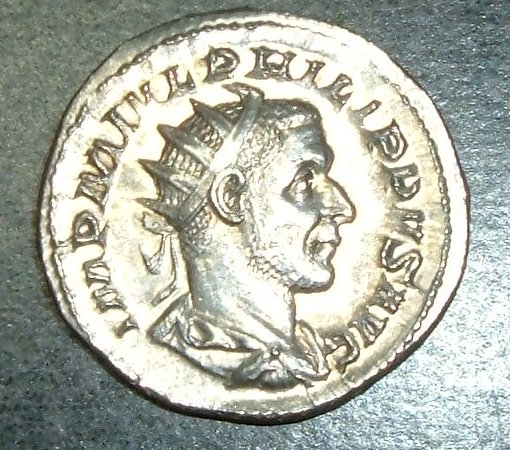
Een antoninianus uit het bewind van Philippus I (244-248).

Het woord "antoninianus" is een moderne term op basis van de naam van Caracalla (Marcus Aurelius Antoninianus), die de eerste van deze munten uitgaf; de oude naam is onbekend. De munt wordt ook wel "stralenkrans" genoemd, vanwege de stralende kroon op het hoofd van de keizer, ook al is dit minder exact. Verscheidene non-antoniniani muntsoorten werden geproduceerd met een stralende buste, bijvoorbeeld de munten die gemaakt werden na de hervormingen van Diocletianus, gewoonlijk aangeduid met "post-reform stralenkrans". Aangezien antoniniani in groten getale gemaakt werden, zijn ze slechts ondergeschikt aan de Constantijnse bronzen in overvloed op de verzamelaarsmarkt.